# Tendaguria
Tendaguria là một chi khủng long, được Bonaparte Heinrich & Wild mô tả khoa học năm 2000.